# Anote Tong
Anote Tong (čínsky 湯安諾, pchin-jin: Tāng Ānnuò, narozen 11. června 1952 Gilbertovy ostrovy) je kiribatský politik a bývalý prezident Kiribati.

## Biografie
Je synem čínského emigranta, který se na Kiribati přistěhoval během 2. světové války. Matkou byla příslušnice jednoho z místních kmenů. Vystudoval London School of Economics.
V prezidentských volbách v roce 2003 porazil s podporou politické strany Boutokaan Te Koaavu mimo jiné i svého bratra Harryho Tonga. Důležitým bodem jeho předvolební kampaně byl požadavek na revizi smlouvy s Čínou, podle které se na území Kiribati nacházela čínská zpravodajská základna.
Dne 7. listopadu 2003 již jako prezident navázal diplomatické styky s Tchaj-wanem, což mělo za následek přerušení diplomatických styků ze strany Číny a tedy i zrušení čínské základny. Při prezidentských volbách 17. října 2007 byl zvolen na druhé funkční období. S velkým odstupem porazil všechny své protikandidáty. Jeho bratr byl před volbami odstraněn ze seznamu kandidátů. V prezidentských volbách 13. ledna 2012 získal více než 40 % hlasů, a byl tak zvolen již na třetí funkční období. Ve volbách v roce 2016 ho ve funkci nahradil Taneti Mamau.
Se svou ženou Meme Tong má sedm dětí.

## Ohrožení Kiribati globální změnou klimatu
V roce 2008 díky svému vystoupení na konferenci Organizace spojených národů věnované problematice globálního oteplování nasměroval pozornost světa na Kiribati. Oficiálně požádal o pomoc pro svou zemi, která by mohla v důsledku zvyšování hladiny světových moří přestat existovat ještě před rokem 2050.[zdroj?]
V listopadu 2015 na klimatické konferenci v Paříži řekl, že jeho země za 60 let v důsledku zvedání hladiny moří zanikne nezávisle na výsledku konference a že již byla zahájena příprava na důstojné přesídlení obyvatel.

## Vyznamenání
- velkostuha Řádu jasného nefritu, Tchaj-wan, 2009[3]